# محمد قرهاني
محمد أحمد قرهاني هو لاعب كرة قدم لبناني، من مواليد 10 مارس 1981، يلعب كظهير أيسر لنادي طرابلس.

## مهنة النادي
في 22 مايو 2018، انضم إلى نادي الأخاء الأهلي عاليه قادماً من نادي الأنصار، انتقل إلى طرابلس في 7 مايو 2021.

## روابط خارجية
- محمد قرهاني على موقع الاتحاد الدولي (مؤرشف)  (الإنجليزية)
- محمد قرهاني على موقع قاعدة بيانات كرة القدم.إي يو (الإنجليزية)
- محمد قرهاني على موقع ناشيونال فوتبول تيمز (الإنجليزية)
- محمد قرهاني على موقع Soccerway.com (الإنجليزية)
- محمد قرهاني على موقع GSA (الإنجليزية)